# Совхозний (Єкатеринбурзький міський округ)
Совхо́зний (рос. Совхозный) — селище у складі Єкатеринбурзького міського округу Свердловської області.
Населення — 3939 осіб (2010, 3605 у 2002).
Національний склад станом на 2002 рік: росіяни — 87 %.